# Metaphone
Metaphone es un algoritmo fonético, un algoritmo para indexar palabras por su sonido al ser pronunciadas en inglés.
Metaphone fue desarrollado por Lawrence Philips como respuesta a las deficiencias del algoritmo Soundex. Es más exacto que Soundex porque "entiende" las reglas básicas de pronunciación en inglés. 
Está disponible como operador integrado en algunos sistemas, incluyendo las últimas versiones de PHP.
El autor más tarde desarrolló una nueva versión del algoritmo, al que llamó "Double Metaphone", que produce resultados más exactos que el original. 
El algoritmo produce claves como salida. Palabras que suenen parecido comparten la misma clave y son de longitud variable.

## Algoritmo
Desde una librería de texto en Ruby:
```
      
[
 
/([bcdfhjklmnpqrstvwxyz])\1+/
,

                         
'
\1
'
 
]
,
# Remueve doubles consonantes excepto g.

                                
# [PHP] remueve c desde regexp.

      
[
 
/^ae/
,
            
'E'
 
]
,

      
[
 
/^[gkp]n/
,
        
'N'
 
]
,

      
[
 
/^wr/
,
            
'R'
 
]
,

      
[
 
/^x/
,
             
'S'
 
]
,

      
[
 
/^wh/
,
            
'W'
 
]
,

      
[
 
/mb$/
,
            
'M'
 
]
,
# [PHP] remueve $ desde regexp.

      
[
 
/(?!^)sch/
,
      
'SK'
 
]
,

      
[
 
/th/
,
             
'0'
 
]
,

      
[
 
/t?ch|sh/
,
        
'X'
 
]
,

      
[
 
/c(?=ia)/
,
        
'X'
 
]
,

      
[
 
/[st](?=i[ao])/
,
  
'X'
 
]
,

      
[
 
/s?c(?=[iey])/
,
   
'S'
 
]
,

      
[
 
/[cq]/
,
           
'K'
 
]
,

      
[
 
/dg(?=[iey])/
,
    
'J'
 
]
,

      
[
 
/d/
,
              
'T'
 
]
,

      
[
 
/g(?=h[^aeiou])/
,
 
''
  
]
,

      
[
 
/gn(ed)?/
,
        
'N'
 
]
,

      
[
 
/([^g]|^)g(?=[iey])/
,

                        
'
\1
J'
 
]
,

      
[
 
/g+/
,
             
'K'
 
]
,

      
[
 
/ph/
,
             
'F'
 
]
,

      
[
 
/([aeiou])h(?=\b|[^aeiou])/
,

                         
'
\1
'
 
]
,

      
[
 
/[wy](?![aeiou])/
,
 
''
 
]
,

      
[
 
/z/
,
              
'S'
 
]
,

      
[
 
/v/
,
              
'F'
 
]
,

      
[
 
/(?!^)[aeiou]+/
,
  
''
  
]
,

```

### Herramientas
- Soundex, Metaphone, and Double Metaphone implementation in Java (en inglés)
- PHP implementation by Stephen Woodbridge PHP (en inglés)
- OCaml implementation of Double Metaphone OCaml (en inglés)
- 4GL implementation by Robert Minter 4GL (en inglés)
- CodeProject's article about double metaphone implementations (en inglés)
- FileMaker Pro custom function, requiere FileMaker Pro Advanced para implementar (en inglés)
- Text::DoubleMetaphone Módulo Perl en CPAN (en inglés)
- Implementación del Metáfono en Python (Español)

- Datos: Q1925103